# IC 4662
IC 4662 — галактика типу IBm (змішана іррегулярна витягнута галактика) у сузір'ї Павич.
Цей об'єкт міститься в оригінальній редакції індексного каталогу.